# Gladstone, North Dakota
Gladstone är en ort i Stark County, North Dakota, USA.